# Кириловка (Флорештский район)
Кириловка (рум. Chirilovca) — село в Флорештском районе Молдавии. Наряду с сёлами Алексеевка, Думитрены и Новые Радуляны входит в состав коммуны Алексеевка.

## География
Село расположено на высоте 138 метров над уровнем моря.

## Население
По данным переписи населения 2004 года, в селе Кириловка проживает 136 человек (61 мужчина, 75 женщин).
Этнический состав села:
| Национальность | Число жителей | Процентный состав |
| -------------- | ------------- | ----------------- |
| украинцы       | 60            | 44,12             |
| молдаване      | 54            | 39,71             |
| русские        | 21            | 15,44             |
| прочие         | 1             | 0,74              |
| Всего          | 136           | 100 %             |